# Maryam Mursal
Maryam Mursal, née le 1er janvier 1950 est une compositrice et une chanteuse somalienne.

## Biographie
Encore adolescente, elle commence à acquérir une notoriété en Somalie, comme chanteuse, dès la seconde partie des années 1960. 
Cette carrière musicale commence en 1966. Son répertoire est initialement basé sur les chants traditionnels somaliens, associant des influences culturelles arabes et africaines. Ces chants sont interprétés a cappella ou accompagnés de percussions et d'oud. Mais elle s'imprègne également de l'univers du rhythm and blues et du jazz, dans une capitale de la Somalie qui résonne des sons du « groove somalien »,.
Lorsque la guerre civile s'empare des rues de Mogadiscio, Maryam Mursal se trouve séparée de son mari, et se décide à quitter le pays : « J'ai vu de mes propres yeux des chiens dévorer des êtres humains, des animaux se repaître de cadavres dans les rues. J'ai su alors qu'il fallait partir ». Elle décide dans un premier temps de quitter le pays, avec ses cinq enfants, pour le Kenya, mais doit rebrousser chemin. Elle traverse alors la Corne de l'Afrique, se déplaçant le plus souvent à pied, et prenant cette fois la direction de Djibouti, à travers les déserts de la Somalie et de l'Éthiopie. Durant cette fuite, elle continue à composer. À l'arrivée à Djibouti, la petite famille reçoit l'aide du Haut Commissariat des Nations unies pour les réfugiés. Puis elle obtient de l'ambassade du Danemark un droit d'asile,.
À son arrivée au Danemark, Maryam Mursal s'associe avec l'arrangeur Soren Kjaer Jensen, qui connaissait déjà son travail pour avoir été photographe indépendant en Somalie. Un jour, Soren Kjaer Jensen est invité à un concert pour des réfugiés somaliens récemment arrivés au Danemark, et reconnaît sa voix. Elle devient la première artiste somalienne à enregistrer un album international. Le public européen la découvre lors du festival Womad de Reading en 1997. Elle joue également à Paris en 1998. Elle réside aujourd'hui au Danemark où elle a désormais réuni la quasi-totalité de sa famille, mais souhaite pouvoir retourner un jour en Somalie,.
Dans les années 2000, elle s'associe plusieurs fois à des concerts ou des enregistrements avec d'autres artistes africains, notamment en 2001 pour un album, Spirit of Africa, avec Papa Wemba et Youssou N'Dour, ou en 2005, Africa Calling, avec Angélique Kidjo, Mariza, Salif Keita, Tinariwen, Coco Mbassi, et Youssou N’Dour, entre autres.

## Discographie
- New Dawn, 1997 (chants traditionnels)
- The Journey, 1998 (jazz somalien).

### Webographie
- Notices d'autorité :   - VIAF
  - ISNI
  - BnF (données)
  - LCCN
  - GND
  - WorldCat
- « Mursal, Maryam », sur unhcr.fr.